# QWERTY (singolo)
QWERTY è un singolo del gruppo musicale statunitense Linkin Park, pubblicato il 26 aprile 2024 come secondo estratto dalla quinta raccolta Papercuts - Singles Collection 2000-2023.

## Descrizione
Il brano è nato nell'estate del 2006, tre giorni prima della partenza del gruppo per il Giappone per tenere una breve tournée di quattro date. Secondo il batterista Rob Bourdon, QWERTY ha richiesto soltanto un'ora per essere realizzato, con la sezione strumentale completata nei tre giorni successivi e il testo terminato da Chester Bennington e Mike Shinoda nel viaggio aereo:
(Rob Bourdon)
Successivamente, i Linkin Park hanno rivisitato il brano sotto la produzione di Rick Rubin e reso disponibile la versione studio nell'EP Underground 6, uscito nel dicembre 2006.

## Video musicale
Sebbene non sia stato realizzato alcun video vero e proprio per il brano, il 12 aprile 2024 il gruppo ha reso disponibile un visualizer al fine di celebrare l'uscita di Papercuts. Il 26 dello stesso mese è uscito invece il video della relativa versione dal vivo tratta dall'esibizione del gruppo presso il Summer Sonic Festival di Chiba del 13 agosto 2006.

## Tracce
Testi e musiche dei Linkin Park, eccetto dove indicato.
CD promozionale (Stati Uniti)
1. QWERTY – 3:21

Download digitale
1. QWERTY (Live in Tokyo, 2006) – 3:54
2. QWERTY (Instrumental) – 3:21
3. QWERTY – 3:21

10" – Friendly Fire/QWERTY
- Lato A

1. Friendly Fire – 2:56 (testo: Mike Shinoda, Brad Delson, Jon Green)

- Lato B

1. QWERTY – 3:21

## Formazione
Hanno partecipato alle registrazioni, secondo le note di copertina di Songs from the Underground:
Gruppo
- Chester Bennington – voce
- Rob Bourdon – batteria
- Brad Delson – chitarra
- Joe Hahn – giradischi, campionatore
- Phoenix – basso
- Mike Shinoda – rapping

Produzione
- Rick Rubin – produzione
- Mike Shinoda – produzione
- Andrew Schepps – ingegneria del suono
- Phillip Broussard Jr. – ingegneria secondaria
- Dana Nielsen – ingegneria del suono aggiuntiva
- Ethan Mates – missaggio
- Brian "Big Bass" Gardner – mastering

## Classifiche
| Classifica (2024)       | Posizione massima |
| ----------------------- | ----------------- |
| Stati Uniti (hard rock) | 5                 |